# Éric Casimir
Pour les articles homonymes, voir Casimir.
Éric Casimir est un gymnaste français né au Port le 20 février 1977.

## Biographie
Il est le frère du gymnaste Patrice Casimir.

## Palmarès
- 1994 : Championnats d'Europe juniors Prague individuel 1er Arçons
- 1995 : Championnats d'Europe juniors Charleroi par équipe : 1er arçons / 2e barre fixe / 3e concours général / Coupes Nationales Besançon : 3e concours général / 1er sol - parallèles / 5e saut - anneaux
- 1997 : Championnats du monde Lausanne 12e par équipe coupes nationales Ponts-de-Cé 6e anneaux / 3e parallèles / 2e sol
- 1998 : Championnats d'Europe Saint-Petersbourg 1er par équipe
- 2000 : Jeux olympiques Sydney 9e par équipe (2e remplaçant aux arçons)
- 2001 : Championnats d'Europe à Brême 4e équipe
- 2002 : Championnats du monde à Debrecen 5e arçons
- 2003 : Championnats du monde à Anaheim 7e équipe / 8e arçons. Internationaux de France à Bercy 2e arçons
- 2005 : Championnats d'Europe à Debrecen 6e aux arçons. Internationaux de France à Bercy 2e arçons